# Liste des conseillers généraux des Pyrénées-Atlantiques

## Composition du conseil général desPyrénées-Atlantiques(52 sièges)
| Parti                                       | Sigle | Élus |
| ------------------------------------------- | ----- | ---- |
| Majorité (27 sièges)                        |       |      |
| Parti Socialiste                            | PS    | 25   |
| Divers gauche                               | DVG   | 2    |
| Opposition (25 sièges)                      |       |      |
| Mouvement Démocrate                         | MoDem | 11   |
| Union des démocrates et indépendants        | UDI   | 6    |
| Union pour un mouvement populaire           | UMP   | 5    |
| Divers droite                               | DVD   | 1    |
| Centre national des indépendants et paysans | CNIP  | 1    |
| Abertzale                                   | REG   | 1    |
| Président du Conseil Général                |       |      |
| Georges Labazée (PS)                        |       |      |

## Liste des conseillers généraux desPyrénées-Atlantiques
| Canton                               | Circonscription | Conseiller général       | Parti | Parti | Série |
| ------------------------------------ | --------------- | ------------------------ | ----- | ----- | ----- |
| Arrondissement de Bayonne            |                 |                          |       |       |       |
| Canton d'Anglet-Nord                 | 5               | Claude Olive             |       | UMP   | 2011  |
| Canton d'Anglet-Sud                  | 5               | Guy Mondorge             |       | PS    | 2008  |
| Canton de La Bastide-Clairence       | 5               | Jean Castaings           |       | DVD   | 2011  |
| Canton de Bayonne-Est                | 5               | Marie-Christine Aragon   |       | PS    | 2011  |
| Canton de Bayonne-Nord               | 5               | Christophe Martin        |       | PS    | 2011  |
| Canton de Bayonne-Ouest              | 5               | Henri Etcheto            |       | PS    | 2011  |
| Canton de Biarritz-Est               | 6               | Juliette Séguéla         |       | MoDem | 2011  |
| Canton de Biarritz-Ouest             | 6               | Max Brisson              |       | UMP   | 2011  |
| Canton de Bidache                    | 5               | Jean-Jacques Lasserre    |       | MoDem | 2008  |
| Canton d'Espelette                   | 6               | Vincent Bru              |       | UDI   | 2008  |
| Canton d'Hasparren                   | 4               | Beñat Inchauspé          |       | UDI   | 2011  |
| Canton d'Hendaye                     | 6               | Kotte Ecenarro           |       | PS    | 2008  |
| Canton d'Iholdy                      | 4               | Jean-Louis Caset         |       | UDI   | 2011  |
| Canton de Saint-Étienne-de-Baïgorry  | 4               | Jean-Baptiste Lambert    |       | UMP   | 2008  |
| Canton de Saint-Jean-de-Luz          | 6               | Philippe Juzan           |       | UMP   | 2008  |
| Canton de Saint-Jean-Pied-de-Port    | 4               | François Maïtia          |       | PS    | 2011  |
| Canton de Saint-Palais               | 4               | Barthélémy Aguerre       |       | UDI   | 2008  |
| Canton de Saint-Pierre-d'Irube       | 5               | Alain Iriart             |       | REG   | 2008  |
| Canton d'Ustaritz                    | 6               | Bernard Auroy            |       | MoDem | 2008  |
| Arrondissement d'Oloron-Sainte-Marie |                 |                          |       |       |       |
| Canton d'Accous                      | 4               | Jean Lassalle            |       | MoDem | 2008  |
| Canton d'Aramits                     | 4               | Jean-Claude Coste        |       | PS    | 2011  |
| Canton d'Arudy                       | 4               | Francis Courouau         |       | UMP   | 2008  |
| Canton de Laruns                     | 4               | André Berdou             |       | PS    | 2011  |
| Canton de Lasseube                   | 3               | Jean-Marc Grussaute      |       | MoDem | 2011  |
| Canton de Mauléon-Licharre           | 4               | Jean-Pierre Mirande      |       | MoDem | 2008  |
| Canton de Monein                     | 3               | Yves Salanave-Pehe       |       | DVG   | 2011  |
| Canton de Navarrenx                  | 4               | Jacques Pedehontaa       |       | MoDem | 2011  |
| Canton d'Oloron-Sainte-Marie-Est     | 4               | Jean-Pierre Domecq       |       | PS    | 2011  |
| Canton d'Oloron-Sainte-Marie-Ouest   | 4               | Hervé Lucbereilh         |       | CNIP  | 2008  |
| Canton de Sauveterre-de-Béarn        | 4               | Denise Saint-Pé          |       | MoDem | 2008  |
| Canton de Tardets-Sorholus           | 4               | Arnaud Villeneuve        |       | PS    | 2011  |
| Arrondissement de Pau                |                 |                          |       |       |       |
| Canton d'Arthez-de-Béarn             | 3               | Philippe Garcia          |       | DVG   | 2011  |
| Canton d'Arzacq-Arraziguet           | 3               | Bernard Dupont           |       | UDI   | 2011  |
| Canton de Billère                    | 1               | Margot Triep-Capdeville  |       | PS    | 2008  |
| Canton de Garlin                     | 3               | Charles Pélanne          |       | UDI   | 2008  |
| Canton de Jurançon                   | 3               | Bernard Soudar           |       | PS    | 2011  |
| Canton de Lagor                      | 3               | Jacques Cassiau-Haurie   |       | PS    | 2011  |
| Canton de Lembeye                    | 3               | Michel Chantre           |       | PS    | 2011  |
| Canton de Lescar                     | 1               | Christiane Mariette      |       | PS    | 2011  |
| Canton de Montaner                   | 2               | Michel Pastouret         |       | PS    | 2008  |
| Canton de Morlaàs                    | 2               | Stéphane Coillard        |       | PS    | 2008  |
| Canton de Nay-Est                    | 2               | Christian Petchot-Bacqué |       | PS    | 2011  |
| Canton de Nay-Ouest                  | 2               | Jean Arriubergé          |       | PS    | 2008  |
| Canton d'Orthez                      | 3               | Bernard Moleres          |       | PS    | 2008  |
| Canton de Pau-Centre                 | 1               | Josiane Poueyto          |       | MoDem | 2011  |
| Canton de Pau-Est                    | 2               | Jean-François Maison     |       | PS    | 2008  |
| Canton de Pau-Nord                   | 1               | André Duchateau          |       | PS    | 2011  |
| Canton de Pau-Ouest                  | 1               | Natalie Francq           |       | PS    | 2011  |
| Canton de Pau-Sud                    | 2               | André Arribes            |       | MoDem | 2008  |
| Canton de Pontacq                    | 2               | Marie-Pierre Cabanne     |       | PS    | 2008  |
| Canton de Salies-de-Béarn            | 3               | Claude Serres-Cousiné    |       | PS    | 2008  |
| Canton de Thèze                      | 3               | Georges Labazée          |       | PS    | 2008  |

## Anciens conseillers généraux
- Michèle Alliot-Marie
- Bernard de Coral
- Jean-Baptiste Dasconaguerre
- Maurice Delay
- René Delzangles
- Jean Errecart
- Jean-Baptiste Etcheverry
- Joseph Garat
- Henri Grenet
- Jean Grenet
- Louis Inchauspé
- Michel Inchauspé
- Michel Labéguerie
- Raymond Larrabure
- Louis Légasse
- Guy Petit
- Pierre Sallenave
- Jean-Louis Tinaud
- Jean-Bernard d'Uhart
- Yves Urieta